# Ashley Frazier
Ashley Lynn Frazier (Oregon, 15 dicembre 1989) è un'ex pallavolista statunitense, di ruolo schiacciatrice.

## Biografia
Ashley Frazier, figlia Greg e Nancy Frazier, nasce a Oregon, in Ohio. Frequenta la Central Catholic High School di Toledo, dove si diploma nel 2008. Si laurea invece nel 2013 alla University of Kentucky in marketing e management.

## Carriera

### Club
La carriera di Ashley Frazier inizia nei tornei scolastici dell'Ohio, giocando dal 2004 al 2008 per la Central Catholic HS. Dopo le scuole superiori entra a far parte del programma della sua università, la Alabama, con cui partecipa alla NCAA Division I dal 2008 al 2009; nel 2010 si trasferisce quindi alla , con la quale gioca dal 2011 al 2012, saltando un anno per via del trasferimento.
Firma il suo primo contratto professionistico nella stagione 2013-14, ingaggiata in Germania dal Köpenicker, club impegnato in 1. Bundesliga. Nella stagione seguente si trasferisce in Spagna, dove partecipa alla Superliga Femenina de Voleibol con l'Iruña.
Nel campionato 2015-16 abbandona l'Europa per giocare in Asia nella Volleyball Thailand League col Supreme Chonburi, con cui raggiunge le finali scudetto e viene insignita del premio di miglior servizio del torneo. Nella stagione seguente passa al Bangkok Glass, raggiungendo ancora una finale scudetto e ricevendo il premio di miglior servizio della Thai-Denmark Super League, ritirandosi al termine dell'annata.

## Palmarès

### Premi individuali
- 2011 - NCAA Division I: Lexington Regional All-Tournament Team
- 2016 - Volleyball Thailand League: Miglior servizio
- 2017 - Thai-Denmark Super League: Miglior servizio